# În căutarea lânii de aur
În căutarea lânii de aur sau Iason și Argonauții (titlu original: Jason and the Argonauts, cunoscut și ca Jason and the Golden Fleece) este un film american fantastic de televiziune în 2 părți  din 2000 regizat de Nick Willing.  Este produs de Hallmark Entertainment. Rolurile principale au fost interpretate de actorii Jason London și Frank Langella. 

## Distribuție
- Jason London - Iason
- Frank Langella - regele Aeëtes
- Natasha Henstridge - Hypsipyle
- Derek Jacobi - Phineus
- Olivia Williams - Hera
- Angus Macfadyen - Zeus
- Dennis Hopper - Pelias
- Jolene Blalock - Medea
- James Callis - Aspyrtes
- Brian Thompson - Hercules
- Adrian Lester - Orpheus
- Ciarán Hinds - regele  Aeson
- Diana Kent - Polymele
- David Calder - Argos
- Mark Lewis Jones - Mopsus
- Hugh Quarshie - Chiron (Centaur)
- Olga Sosnovska - Atalanta
- Kieran O'Brien - Actor
- Tom Harper - Acastus
- Omid Djalili - Castor
- John Sharian - Pollux
- Rhys Miles Thomas - Zetes, fiul lui Idas
- Mark Folan Deasy - Iphicles
- Elliot Levey - Canthus
- Xavier Anderson - Phanos
- Charles Cartmell - Laertes, father of Odysseus
- Dodger Phillips - Tiphys, helmsman
- Peter Gevisser - Butes
- Norman Roberts - Echion
- Greg Hicks - Priest
- Adam Cooper - Eros
- Mickey Churchill (ca Micky Churchill) - Boy Jason
- John Bennett - Idas, the mapmaker
- Andrew Tansey - Aeëtes' 1st General
- Richard Bonehill - Aeëtes' 2nd General
- Freda Dowie - Hera - Old Peasant Woman
- Zeta Graff - Hypsipyle's 1st General
- Zoë Eeles (as Zoe Eeles) - Actor's Lemnite Girl
- Alit Kreiz - High Priestess
- Andrew Scarborough - Aeson's Soldier
- Alan Stocks - Pelias' Bodyguard
- Suzanne Harbison - Mopsus' Lemnite Girl
- Freya Archard (nemenționat) - Zetes' Lemnite Girl
- Joseph Gatt (nemenționat) - Atlas
- Mike Savva (nemenționat) - Pelias' Bodyguard